# Beijing 2008
Beijing 2008 är det officiella tv-spelet för de olympiska spelen 2008, som arrangerades i Peking. Spelet utvecklades av Eurocom och gavs av Sega till formaten Xbox 360, Playstation 3 och till PC.
Spelet innehåller 32 tävlande nationer och 38 tävlingsgrenar.
 Spelet erbjuder även online läge.

## Grenar
Följande grenar finns i spelet:
| - Friidrott - 100 m - 200 m - 400 m - 800 m - 1500 m - 100 m häck (endast damer) - 110 m häck (endast män) - Höjdhopp - Stavhopp - Längdhopp - Tresteg - Kulstötning - Diskus - Släggkastning - Spjutkastning - Simning - 50 m frisim (endast män) - 100 m ryggsim (endast män) - 100 m fjärilsim (endast män) - 100 m bröstsim (endast män) - Simhopp - 3 m svikt simhopp (endast kvinnor) - 10 m plattform simhopp (endast kvinnor) | - Gymnastik - Parallell barr (endast män) - Hopp (endast män) - Ringar (endast män) - Fristående (endast kvinnor) - Bom (endast kvinnor) - Barr (endast kvinnor) - Skytte (endast män) - Lerduveskytte - 10 m Luftpistol - 25 m snabbpistol - Övriga - Bågskytte, individuell (endast damer) - Tyngdlyftning, +105 kg (endast män) - Cykling, lagförföljelse (endast män) - Kanot, K1 (endast män) - Judo, 81-90 kg (endast män) - Bordtennis, singel (endast män) |

## Medverkande länder
Följande länder finns representerade i spelet:
| - Australien - Bahamas - Belgien - Brasilien - Danmark - Etiopien - Finland - Frankrike - Storbritannien - Grekland - Irland | - Italien - Jamaica - Japan - Kanada - Kenya - Kina - Kuba - Mexiko - Nederländerna - Norge - Nya Zeeland | - Polen - Portugal - Ryssland - Spanien - Sverige - Sydafrika - Sydkorea - Tyskland - USA - Österrike |